# Оронары
Оронары (монг. Оронар) — одно из племён нирунской ветви монголов. Представляют собой одно из ответвлений рода борджигин.

## Этноним
В «Сокровенном сказании монголов» этноним отражён форме оронар. В «Сборнике летописей» отражён в формах уряут и ортаут. Другие формы — оронаут, орнаут, урнаут, уряд.
Этноним «оронар», возможно, этимологизируется из тунгусо-маньчжурских языков как «оленевод».

## Родословная

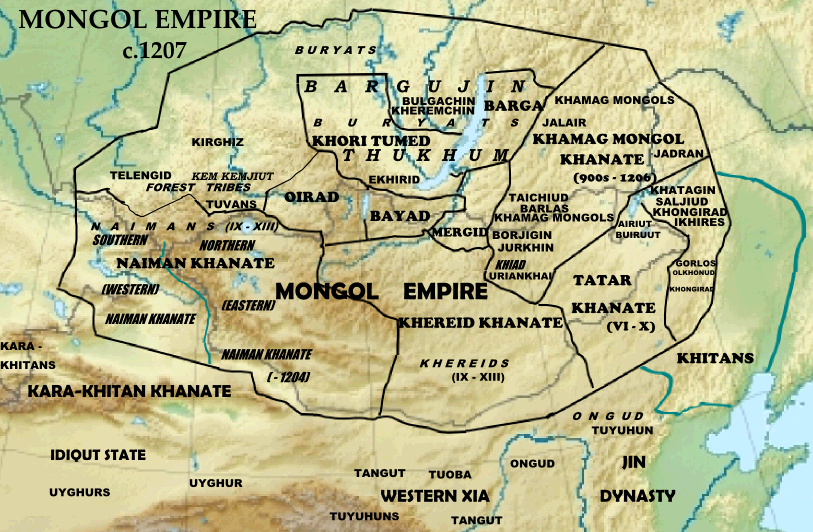
Монгольская империя в 1207 г.

Согласно «Сокровенному сказанию монголов», родословная оронаров восходит к легендарному предку монголов Бортэ-Чино, который переплыл море Тенгис и поселился у берегов реки Онон, на горе Бурхан-Халдун. Под морем Тенгис, согласно ряду источников, подразумевалось озеро Байкал.
Родословная оронаров выглядит следующим образом:
- Борте-Чино, родившийся по изволению Вышнего Неба. Супругой его была Гоа-Марал, потомком их был Бата-Чиган.
- Сын Бата-Чигана — Тамача.
- Сын Тамачи — Хоричар-Мерген.
- Сын Хоричар-Мергана — Аучжам-Бороул.
- Сын Аучжам-Бороула — Сали-Хачау.
- Сын Сали-Хачау — Еке-Нидун.
- Сын Еке-Нидуна — Сим-Сочи.
- Сын Сим-Сочи — Харчу.
- Сын Харчу — Борчжигидай-Мерган — был женат на Монголчжин-гоа.
- Сын Борчжигидай-Мергана — Тороголчжин-Баян — был женат на Борохчин-гоа.
- Сыновья Тороголчжина: Дува-Сохор и Добун-Мерган.
- Добун-Мерган женился на Алан-гоа, дочери Хори-Туматского Хорилартай-Мергана. Матерью Алан-гоа была Баргучжин-гоа, дочь правителя баргутов Бархудай-Мергана.
- Войдя в дом к Добун-Мергану, Алан-гоа родила двух сыновей. То были Бугунотай и Бельгунотай.
- После смерти Добун-Мергана, Алан-гоа, будучи безмужней, родила трех сыновей. То были: Бугу-Хадаги, Бухату-Салчжи и Бодончар-простак. По легенде, Алан-гоа забеременела от луча света. Согласно другой версии, их настоящим отцом был Маалих, Баяудаец.
- Бодончар стал родоначальником поколения Борчжигин.
- Потомок Бодончара, который родился от первой, старшей жены, носил имя Барин-Ширату-Хабичи.
- Сын Хабичи-Баатура был Менен-Тудун.
- У Менен-Тудуна было семеро сыновей: Хачи-Кулюк, Хачин, Хачиу, Хачула, Хачиун, Харандай и Начин-Баатур.
- Сын Хачи-Кулюка, Хайду, по матери происходил от Намолуны.
- У Хайду было три сына: Байшингор-Докшин, Чарахай-Линху и Чаочжин-Ортегай.
- От сыновей Чаочжин-Ортегая пошли племена: Оронар, Хонхотан, Арулад, Сонид, Хабтурхас, Генигес[8] и Кэит[10].

## История
Оронары во главе с Харачаром были в числе первых монголов, присоединившихся к Тэмуджину, когда он решил основать собственный улус отдельно от своего побратима Джамухи. На курултае 1206 года Харачар был пожалован Чингисханом в нойоны-тысячники. Позже, проводя развёрстку войск, Чингисхан отдал войска под командованием Харачара, Мунке и Идохудая своему второму сыну Чагатаю.
Этноним оронар в «Сборнике летописей» отражён в формах уряут, ортаут, урнаут (орнаут, оронаут).
Согласно «Сокровенному сказанию монголов», оронары являются потомками Алан-гоа, которых принято относить к нирун-монголам. При этом Рашид ад-Дином ортауты включены в состав дарлекин-монголов, также как и родственные им племена хонхотанов, арулатов и кингитов.
По Рашид ад-Дину, урнауты имеют общее происхождение со следующими племенами: конкотан, сунит, каркас, барулас, барин-илингут, илджит, кекуман, урут, мангут, арулат и йисут.
В «Сборнике летописей» упоминаются три ветви племени уряут: конкотан, арулат и уряут-килинкут. «Эти названия сначала были именами трех братьев; от каждого [из них] пошла одна ветвь, и род [уруг] их стал многочисленным, образовав отдельные племена, из коих каждое получило прозвание и имя по имени того человека, от которого оно вело свое происхождение».
Первый сын Конкотан. Значение этого слова — «большеносый». Второй сын — Арулат. «Это слово значит, что этот человек был нежен к отцу и к матери». Третий сын — Уряут-Килингут. «Так как он был кос, то стал называться этим именем».

## Килингуты
По сведениям Рашид ад-Дина, все племена и ветви килингутов происходили от рода Уряут-Килингута. Килингуты были многочисленны. В составе килингутов упоминаются две ветви: килингут-тархан и курчин.
Основателями рода килингут-тархан названы Бадай и Кышлык. Чингисхан даровал им титул тархана. Дети Бадая также были удостоены титула тархан: Тархан-Хорезми и Садак-тархан. Потомок Кышлыка Акутай был удостоен звания «эмира-тысяцкого».
Из племени курчин происходил Кипчактай, один из двоюродных братьев Конкотана. Кипчактай был в числе монголов, служивших в Хорасане.

### Бадай и Кишлих
Бадай и Кишлих были «главами конюших» Экэ-Чэрэна (Еке-Церена), служившему Ван-хану (Тоорилу).
После разгрома найманов в 1202 году Чингисхан, желая скрепить союз с кереитским ханом Тоорилом, предложил межсемейный брак, но получил отказ от сына Тоорила Нилха-Сангума. Однако позже, когда отношения между монголами и кереитами обострились, Сангум вспомнил про предложение Чингисхана, и, надеясь заманить и убить того, согласился на брак. Ничего не подозревая, Чингисхан отправился к кереитам, но по пути остановился у Мунлика. Тот высказал свои опасения насчёт Сангума, и Чингисхан, выслушав его, повернул назад, отправив к кереитам двух своих нукеров.
После провала своего плана предводители кереитов решили окружить рано утром Чингисхана и схватить его. Разузнавшие об этом Бадай и Кишлих решают предупредить Чингисхана о готовящемся нападении.
После разгрома кереитов Чингисхан отдал часть воинов Ван-хана в служение Бадаю и Кишлиху и даровал им титул дархана: «В награду за подвиг Бадая с Кишлыхом пусть будут у них сменной стражей, кешиктенами, Ван-хановы Кереиты, вместе с золотым теремом, в котором жил Ван-хан, с Винницей, утварью и прислугой при них. И пусть Бадай с Кишлыхом, в роды родов их, пользуются свободным дарханством, повелевая своим подданным носить свой сайдак и провозглашать чару на пирах. Во всяком военном деле пусть они пользуются тою военной добычей, какую только нашли!».
На курултае 1206 года Бадай и Кишлих были пожалованы Чингисханом в нойоны-тысячники.

## Образ в литературе
Оронары упоминаются в романе «Тэмуджин» А. С. Гатапова.